# Robilante
Robilante (piemontesisch Robilant, okzitanisch Roubilant) ist eine Gemeinde in der italienischen Provinz Cuneo (CN), Region Piemont.

## Lage und Einwohner
Roblante liegt 13 km südlich von der Provinzhauptstadt Cuneo auf einer Höhe von 678 m über dem Meeresspiegel im Valle Vermenagna. Das Gemeindegebiet umfasst eine Fläche von 24 km² und hat 2121 Einwohner (Stand 31. Dezember 2023). Zur Gemeinde zählen auch die Fraktionen (razioni) Malandrè, Montasso, Piagge, Tetto Chiappello, Tetto Pettavino und Vermanera.
Die Nachbargemeinden sind Boves, Roaschia, Roccavione und Vernante.

## Geschichte

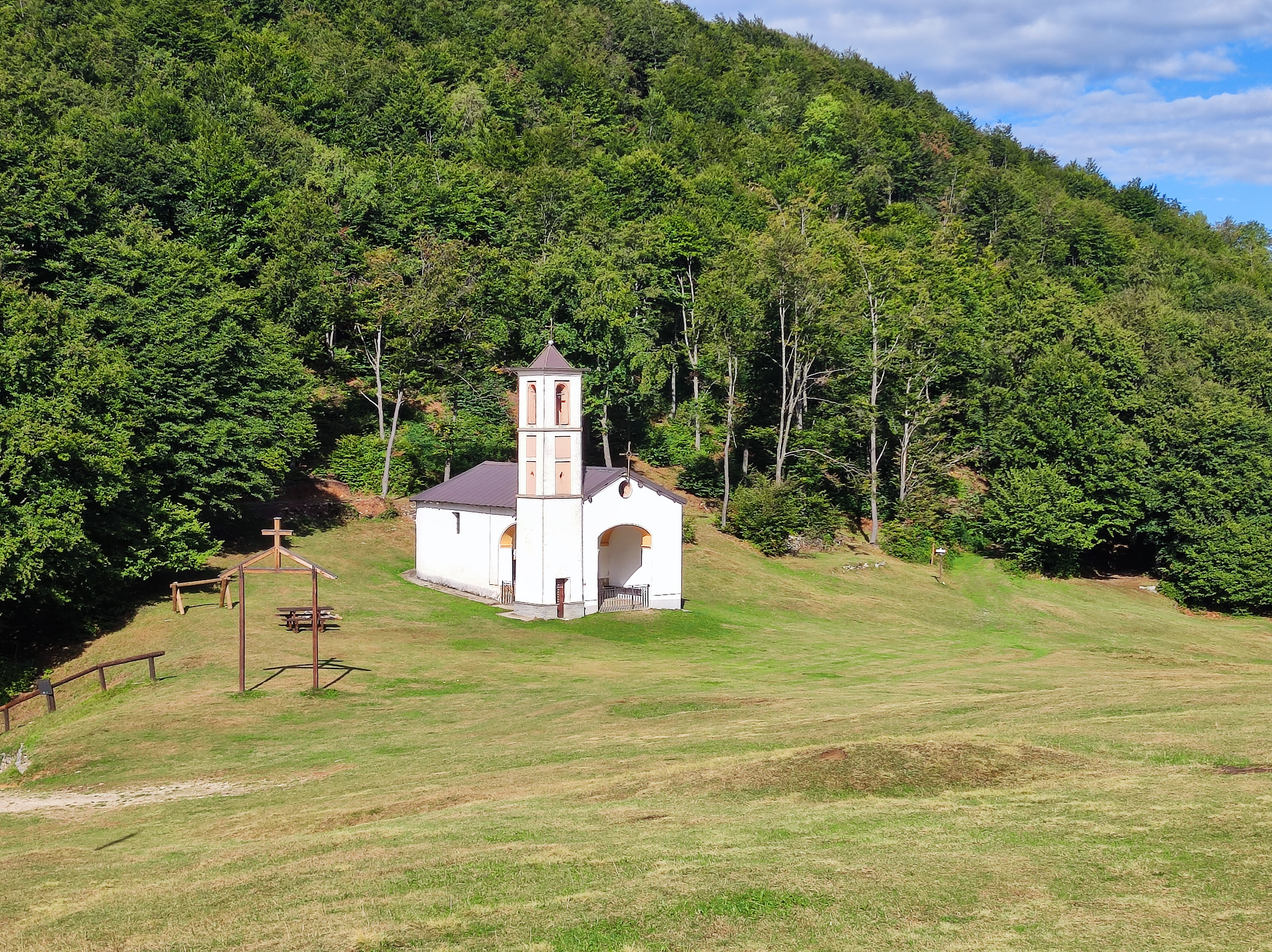
Kapelle Madonna del laghetto

Robilante war lange Zeit mit dem Abt von San Dalmazzo verbunden, der es vom Markgrafen von Saluzzo als Lehen erhalten hatte. Später wurde es Teil des Bezirks Cuneo und kam 1364 an die Familie Savoyen.
1373 wurde es von Amedeo VII. an die Markgrafen von Ceva belehnt, 1425 von Amedeo VIII. zurückerobert und mit dem Bezirk Cuneo wiedervereinigt. Im Jahr 1619 wurde es als Lehen an die Nicolis, Herren von Varallo, vergeben, die mit dem Titel Grafen von Robilant ihren Namen für lange Zeit berühmt machen sollten.
Seit 1887 hat Robilante einen Bahnhof an der Bahnstrecke Cuneo-Limone-Ventimiglia.

## Sehenswürdigkeiten
- Die Pfarrkirche San Donato aus dem 18. Jahrhundert, mit einer architektonisch bemerkenswerten Fassade. Im Inneren verdient ein wertvolles Holzkruzifix aus dem 14. Jahrhundert besondere Aufmerksamkeit. In der Nähe der Kirche zeigt ein kleines, gut gemachtes Fresko aus dem 15. Jahrhundert, das die Madonna mit dem Jesuskind darstellt, das sehr zarte Gesicht der Jungfrau.
- Die ehemalige Kirche Santa Croce aus dem 18. Jahrhundert, die in den 1960er Jahren entweiht wurde und heute als Saal genutzt wird.